# 查理·佩斯
查理·佩斯（英語：Charlie Pace），是美國廣播公司懸疑類電視影集《迷》的角色之一，由多明尼克·莫納罕（Dominic Monaghan）飾演。

## 人物概述

### 墜機前
查理·佩斯是一位英國曼徹斯特的樂手。他是與兄弟利亞姆·佩斯組成的搖滾樂團，「驅動軸樂團」的低音吉他手和主要的作曲者。查理最初非常猶豫利用驅動軸樂團來成名，但利亞姆最終說服查理，一同為未來樂團的發展而努力，因為查理是「樂團的靈魂」。但查理同時表明，若樂團的發展偏離了音樂，他會立刻離開樂團。驅動軸樂團人氣急升，查理注意到利亞姆欲支配樂團，而且有嚴重的毒癮。在一場演唱會後，查理叫利亞姆實現他的諾言，解散樂團。但利亞姆憤怒地呼喊他現在就是樂團。接著，查理單獨留在化裝室，領悟到痛苦滋味。這時候，查理找到利亞姆的海洛因藏匿處，之後查理亦染上毒癮了（“飛蛾”）。
驅動軸樂團的人氣最後逐漸消退，樂團的成名作—《你就是一切》（You All Everybody），成為尿布公司的廣告歌。查理開始努力寫新歌曲希望能重新出發。不過，有一天回家時，他發現他的鋼琴不見了。利亞姆告訴查理，是他賣鋼琴，來買一張往悉尼的機票，利亞姆為了女朋友和女兒，接受女朋友父親提議的工作，一家人搬走，並且他打算參加當地的戒毒計劃（“火+水”）。
樂團解散後，查理一事無成，靠偷竊來支持他的海洛因癮。他利用他過去的名氣結識一名富家千金露西，打算找機會偷竊她的家財，但漸漸地，他愛上了她。露西更為他找工作，但當他第一天上班時，毒癮發作，嘔得滿地糊塗，送入醫院，證實是吸毒者，露西最後發現他原本的企圖，對查理極之失望，關係破裂。
查理發現一個令驅動軸樂團起死回生的機會，就是在一個為期八週的巡迴演出中擔任另一個樂團的暖場樂團，於是飛行到澳洲說服利亞姆返回樂團。利亞姆現在結婚了，生活正常、安定，利亞姆拒絕回歸到驅動軸樂團。而且利亞姆設法說服查理留在悉尼，參加戒毒治療，查理惱怒地指責利亞姆是將一切弄成這樣子的元凶，他在一臉無奈的利亞姆面前拂袖離去（“飛蛾”）。
在登上海洋航空第815航班之前，查理和他的一夜情情人在酒店中為一包海洛因作爭奪戰，因為查理不吸海洛因，就連走路都走不了。之後，在飛機上，查理的毒癮又再發作，機組人員留意到他的情況，感到懷疑，於是上前察看。查理見到勢頭不對，起身衝向洗手間，途中撞到露絲·韓德森和（露絲坐在23D，傑克坐在23B）。他在洗手間內自鞋中抽出一包海洛因來止癮，機組人員連連拍門，情急之下，他打算利用馬桶冲走海洛因。飛機突然震動，機組人員返回崗位，查理出來時幾乎被重物擊中，他連忙坐回座位，載上氧氣罩。飛機下墜，斷成三截（“飛蛾”）。
查理·佩斯在飛機上的座位編號是29C。

### 在島上
來到海島，查理與其他生還者保持友好，早期抱住熱心態度。他加入了調查隊伍和其化生還者的主動行動，因為他自己希望避免被排擠和使自己顯得很有用。他以自己的名人地位與其化生還者混熟。在任務中，查理伴隨傑克和凱特發現飛機三截殘骸中的機頭駕駛艙和收發器。事實上，他並非為收發器而來。在飛行期間，他把海洛因藏匿在洗手間，他將之找到。因此，查理在海島上可以繼續使用海洛因（“試播”）。
洛克發現他的毒癮，希望說服他拋棄毒品。其後以告知他的結他去處為代價，要查理交毒品出來，並給他三次要回的機會。當他與傑克一同被倒塌的山洞困住，查理爬過碎石，發現逃生之路。出來後，查理向洛克作第三次要求，把海洛因拿回，將之拋在火炎中燒掉（“飛蛾”）。
查理開始對懷孕的關心，鼓勵她搬去比較接近水源的山洞居住（“騙子”）。然後他和克萊爾被島上的神秘人物伊森·羅姆綁架，傑克和凱特發現他被勒吊在樹上，幾近斷氣，傑克用心肺復甦術救醒了他，說：「他們只想要克萊爾」。在這次事件以後，查理因為保護不了克萊爾，深感自責，露絲幫助他，舒解他的感覺。克萊爾逃出來後，伊森來到生還者處，說不交出克萊爾，他就威脅逐個殺害殘餘的生還者。伊森殺害了生還者之一史考特・傑克遜，生還者領導決定計劃抓住他。他們不讓查理跟來，但他還是悄悄跟來了，當衆人活捉伊森，查理從後用偷來的手槍，四槍轟向他胸口，將之擊殺。查理事後解釋，就算活捉伊森，他也什麼都不會說。
克萊爾生下艾倫之後，查理與艾倫發展得像母親和孩子般的哺育關係（“荒野之好”）。達妮艾爾·盧梭搶走了艾倫，查理和薩伊德緊追她。查理中了達妮艾爾設下的陷井，為了孩子，薩伊德用火藥燒焦他的傷口止血。其間，兩人發現小形飛機殘骸，那飛機本來運送海洛因的（「上帝從機器而來」一集中，就是在那裡受了致命的重傷）。薩伊德偶然地注意到海洛因掩藏在聖母瑪利亞雕像之內。之後，查理暗暗收藏一個聖母瑪利亞雕像。
當神奇艙口被打開後，找到食物，分配給生還者。查理拿了克萊爾最愛的花生醬給她。克萊爾發現查理的聖母瑪利亞雕像，他解釋雕像在密林中發現，卻絕口不提及海洛因。之後，克萊爾告訴洛克和關於雕像之事後，謊言拆穿。查理堅稱他沒有使用海洛因，但是克萊爾卻對他非常失望，叫他離自己遠一點（“第23首讚美詩”）。
洛克發現查理在密林中掩藏聖母瑪利亞雕像的貯藏所，於是沒收了雕像。查理的一系列的夢境令他相信，艾倫處於危險中。他與伊高談話，伊高建議查理，艾倫也許需要接受洗禮。查理帶艾倫到水邊，克萊爾發現了，要回她的孩子，憤怒地摑了查理一巴掌，接著返回到營地。當日傍晚，查理放火分散衆人注意力，又再偷偷帶走艾倫，來到海岸。當查理被發現，他解釋這樣做，是為了為艾倫施洗。查理將遞艾倫交給洛克，洛克將之交回克萊爾後，一拳重擊查理臉頰。查理在克萊爾心中的地位，完全被洛克取代了（“火+水”）。
炮製一個精心製作的騙局，查理協助他，企圖誘拐，使他得到武器庫的控制權。索耶表示提供一座聖母瑪利亞雕像作為回報，但查理拒絕了，說他這樣做只為報復洛克（“大騙局”）。
查理加入薩伊德和安娜-露西亞一隊，搜尋「亨利·蓋爾」的飛行氣球（“真相大白”）。查理因為與伊高有共同的宗教信仰，協助他修建教堂（“戴維”）。他試圖修保與克萊爾的關係，把天鵝基地的疫苗給艾倫接種。當伊高放棄建築教堂，查理單獨繼續，但結果成品粗劣。拉布拉多犬帶領查理來到索耶藏品藏匿處。查理找到了聖母瑪利亞雕像，用力地將它們投擲入海洋（“三分鐘”）。
查理同意幫助伊高再進入被洛克和鎖上的天鵝基地。查理提供伊高炸藥，但擔心他，觀看伊高安裝炸藥，在艙口蓋的氣門旁邊和點燃保險絲。爆炸聲響之大，幾乎弄聾查理。查理奮力幫助被傷害的伊高，但最終單獨逃脫。他回到大本營後未察覺天鵝基地的命運。當晚，查理和克萊爾回復關係，互相親吻。。

## 驅動軸樂團
傳動軸樂團（DriveSHAFT）是一個劇中虛構的樂團，由兩兄弟查理·佩斯和利亞姆·佩斯（Liam Pace）於英國曼徹斯特成立，與現實世界中的綠洲樂團（Oasis）有須多類似之處。此樂團因歌曲《你就是一切》（You All Everybody）而成名，名氣遍及英國和美國。這對兄弟最終因的海洛因的毒癮問題而解散。分開之後，查理希望能重組樂團，並舉行一趟為期八週的巡迴演出。但是，利亞姆現在住在澳洲，有家庭和工作。查理於是到澳洲拜訪他，設法說服他的兄弟返回驅動軸樂團，他說：「少了你就沒有人要看傳動軸樂團了。」當利亞姆拒絕回來，生氣的查理拂袖離去，搭乘返回洛杉磯的航班，準備無論如何都要開始進行巡迴演出。
傳動軸樂團的兩張專輯為《Drive Shaft》和《Oil Change》，這是洛克（Locke）在第二季「日出之屋」（House of the Rising Sun）一集中表示的。
在第二季《令人討厭的赫里》（Everybody Hates Hugo）一集中，赫里在唱片行購物時將傳動軸樂團歸類為「一片歌手」（one-hit wonder）

## 人物瑣事
- 查理·佩斯最初的角色設計本是一名41歲、墜落過氣的搖滾明星，但當劇組人員看到多明尼克·莫納罕為索依爾試鏡時非常喜歡他，因此安排查理的角色給他。
- 驅動軸樂團（DriveSHAFT）中的查理·佩斯和利亞姆·佩斯角色，是參考自綠洲樂團（Oasis）的諾埃爾·加拉格爾（Noel Gallagher）和利亞姆·加拉格爾（Liam Gallagher）兄弟。
- 查理·佩斯（以及演出的莫納罕）在左手臂上有一個刺青，上面寫到「Living is easy with eyes closed.」（閉上眼睛人生就能變得更輕鬆）。這是來自披頭四樂團歌曲《Strawberry Fields Forever》中的一句歌詞。他在右手臂上也刺了一個用精靈語寫成的數字「9」，這是多明尼克在拍攝《三部曲》時刺的。